# Sciopetris hartigi
Sciopetris hartigi är en fjärilsart som beskrevs av Leo Sieder 1976. Sciopetris hartigi ingår i släktet Sciopetris och familjen säckspinnare. Inga underarter finns listade.